# 高畑寿弥
高畑 寿弥（たかはた ことみ、1989年11月17日 - ）は、日本の女子プロテニス選手。

## 人物
静岡県浜松市出身。
左利き、バックハンドストローク両手打ち。
自己最高ランキングはシングルス562位、ダブルス108位。橋本総業ホールディングス所属。

## 来歴
小学1年生（6歳）でテニスを始める。
高校卒業後、相愛大学に進学し、2009年のインカレでシングルス優勝を飾り、2011年ユニバーシアードでは青山修子と組んだダブルスで優勝。
同年の10月1日プロ転向。翌月の全日本選手権でのダブルスも青山修子とのペアで初優勝。